# فریدوالد (هسن)
فریدوالد (به آلمانی: Friedewald) یک شهر در آلمان است که در هرسفلد-رتنبورگ واقع شده‌است. فریدوالد ۲٬۴۷۰ نفر جمعیت دارد.